# Lixin
Lixin (chiń. upr. 利辛县; pinyin Lìxīn Xiàn) – powiat w południowej części prefektury miejskiej Bozhou w prowincji Anhui w Chińskiej Republice Ludowej. Liczba mieszkańców powiatu, w 1999 roku, wynosiła 1 351 311.